# Megaselia obscurella
Megaselia obscurella är en tvåvingeart som beskrevs av Borgmeier 1962. Megaselia obscurella ingår i släktet Megaselia och familjen puckelflugor. Inga underarter finns listade i Catalogue of Life.